# Острівок (Шептицький район)
Остріво́к (колишні назви — Остобіж, Остробіж, Остробуж) — село в Україні, у Белзькій міській громаді Шептицького району Львівської області. Населення становить 139 осіб.

## Назва
У 1989 році назву села Островок було змінено на одну літеру.

## Історія
На 1 січня 1939 року в селі мешкало 770 осіб, з них 590 українців-греко-католиків, 90 українців-римокатоликів, 10 євреїв, 30 німців, 10 поляків, 40 польських колоністів міжвоєнного періоду. Місцева греко-католицька парафія належала до Угнівського деканату Перемишльської єпархії. Село входило до ґміни Брукенталь Равського повіту Львівського воєводства Польської республіки. Після анексії СРСР Західної України в 1939 році село включене до Угнівського району Львівської області.